# Січень 2017
Січень 2017 — перший місяць 2017 року, що розпочався в неділю 1 січня та закінчився у вівторок 31 січня.

## Події
- 1 січня — почався новий 2017 рік; святковий день в Україні.[1]
  - В Україні зросли соціальні стандарти (вдвічі — мінімальна заробітна плата до 3200 гривень, стипендія — до 1100—1400 гривень)[2]. Також змінилися правила сплати податків фізичними особами-підприємцями[3] та запроваджено пенсійну накопичувальну систему[4].
  - Посаду 9-го Генерального секретаря ООН (до 31 грудня 2021 року) обійняв португальський політик-соціаліст Антоніу Гутерреш[5].
  - Головування в Європейському Союзі перейшло до Мальти (від Словаччини)[6], а в Організації з безпеки і співробітництва в Європі (ОБСЄ) — до Австрії[7].
  - У результаті атаки на нічний клуб «Рейна» узбека за походженням Абдулгадіра Машаріпова[8] у Стамбулі загинули 39 людей і 65 дістали поранення[9][10][11].
  - Міністерство охорони здоров'я України запустило проект реімбурсації вартості ліків.[12]
- 2 січня
  - У парагвайській столиці Асунсьйон розпочався 39-й марафонський ралі-рейд Дакар—2017. Змагання у чотирьох категоріях — авто, мото, квадроцикли і вантажівки будуть тривати до 14 січня[13][14].
  - В італійській провінції Перуджа стався землетрус магнітудою 4,1. За інформацією Національного інституту геофізики і вулканології Італії його епіцентр знаходився на північ від міста Сполето на глибині близько восьми кілометрів від земної поверхні[15].
  - У результаті вибуху в Багдаді (Ірак) 39 загиблих і 61 поранений[16]. Відповідальність взяла на себе ІДІЛ[17].
  - У результаті бунту у в'язниці Манауса[en] в Бразилії загинуло щонайменше 60 людей. Правоохоронним органам вдалося повернути контроль над в'язницею[18].
- 3 січня
  - На Ольшанському кладовищі в Празі були примусово ексгумовані останки українського письменника Олександра Олеся та його дружини[19][20].
- 5 січня
  - 14 осіб загинули через два одночасних вибухи в іракській столиці Багдад[21].
- 6 січня
  - Розвідка США оприлюднила доповідь про спрямовані Володимиром Путіним кібератаки на виборчу систему США, що мали на меті допомогти Дональдові Трампу виграти вибори[22].
  - США розпочали наймасштабніше з часів Другої світової війни перекидання військ до Європи[23].
- 7 січня — Різдво Христове; святковий день в Україні.[1]
  - У результаті потужного вибуху замінованого автомобіля біля районного суду в місті Аазаз у сирійській провінції Алеппо загинули 60 людей і півсотні отримали поранення[24].
  - Помер керівник Португалії в 1976—1996 роках Маріу Суареш[25].
- 8 січня
  - У результаті вибуху начиненого вибухівкою автомобіля на овочевому ринку в шиїтському районі Багдада загинули 13 людей, ще понад 50 людей отримали поранення[26]. Відповідальність за вибух взяла на себе «Ісламська держава»[27].
  - Терористичний акт в Єрусалимі — нападник на вантажному автомобілі скоїв наїзд на групу ізраїльських військовослужбовців, що стало причиною загибелі 4 та пораненням 15 осіб[28].
  - Неподалік берегів північної канадської території Нанавут за інформацією Геологічної служби США (USGS) стався землетрус магнітудою 5,8[29].
  - Відбулася 74-та церемонія вручення нагород премії «Золотий глобус» за досягнення в галузі кінематографу та американського телебачення за 2016 рік.
- 9 січня
  - Вперше в історії українського тенісу Еліна Світоліна піднялась на 13-ту сходинку в оновленому рейтингу Жіночої тенісної асоціації (WTA)[30][31] після того, як 5 січня вона знову обіграла першу ракетку світу Анджелік Кербер[32].
  - Президент Республіки Білорусь підписав наказ про безвізовий в'їзд до Білорусі на термін не більше 5 діб для громадян 80 держав, включаючи весь Євросоюз, а також Бразилію, Індонезію, США, Японію та інші держави[33][34].
  - Організація Об'єднаних Націй офіційно змінила статус прибалтійських країн Естонії, Латвії і Литви із східноєвропейських на країни Північної Європи[35].
  - Вшанування кращих футболістів, тренерів та команд світу Парад зірок ФІФА 2016 року проходило в Цюріху[36]
- 10 січня
  - Близько 50 осіб загинуло та щонайменше 45 людей поранено після того як терорист-смертник підірвав себе біля будівель парламенту у Кабулі (Афганістан) та згодом пролунав вибух автомобіля під час спланованої операції[37].
  - Відбулося відкриття залізниці Аддис-Абеба — Джибуті, що з'єднала Аддис-Абебу з портом Джибуті на березі Аденської затоки[38].
- 11 січня
  - Після 10 років будівництва відкрилася Ельбська філармонія[39]
  - Норвегія стала першою країною в світі, яка почала відключати свої аналогові радіосигнали у зв'язку з переходом на цифрове радіо[40].
- 12 січня
  - Комітет ЄС із громадянських свобод проголосував за безвізовий режим із Грузією[41].
- 13 січня
  - У Львові почався Всеукраїнський фестиваль-конкурс мистецтв «Українська коляда», який тривав до 15 січня[42].
- 14 січня
  - Здійснено перший успішний запуск ракети-носія Falcon 9 компанії SpaceX після аварії на майданчику SLC-40 1 вересня 2016 року. Ракета-носій вивела на орбіту супутник «Iridium NEXT 1-10», а перший ступінь успішно повернувся на плавучу платформу в Тихому океані.[43].
  - Розпочався 31-й Кубок африканських націй з футболу, який буде проходити до 5 лютого в Габоні[44][45].
  - Пеереможцем 39-й марафонський ралі-рейд Дакар—2017 у 13-й раз став Стефан Петерансель[46].
- 15 січня
  - Урегулювання ізраїльсько-палестинського конфлікту вирішується в Парижі на «Конференції заради миру на Близькому Сході» без представників самих обох сторін конфлікту[47].
- 16 січня
  - Віце-президент США Джо Байден під час свого останнього візиту відвідав Україну та зустрівся з Президентом Петром Порошенком, прем'єр-міністром України Володимиром Гройсманом, міністром фінансів Олександром Данилюком, віце-прем'єром Степаном Кубівим[48][49][50].
  - У результаті падіння турецького Boeing 747 біля Бішкеку загинули 37 чоловік[51].
  - Стартував 105-й Відкритий чемпіонат Австралії з тенісу із серії Grand Slam, що буде тривати до 29 січня.
  - Померла остання людина на Землі, що ступала на Місяць — астронавт Юджин Сернан[52].
- 17 січня
  - Верховною Радою України засновано День українського добровольця[53].
  - Розпочав роботу щорічний Всесвітній економічний форум у Давосі, що триватиме до 20 січня. У його роботі бере участь Президент України Петро Порошенко.[54]
  - Італієць Антоніо Таяні переміг на виборах Голови Європейського парламенту, набравши найбільше голосів у четвертому турі[55].
- 18 січня
  - Вперше в історії прямий китайський потяг державної компанії China Railway прибув до Великої Британії, подолавши із 2 січня, 12 тисяч миль з міста Іу до Східного Лондона[56][57].
  - В Італії сталося три підземні поштовхи магнітудою 5,3-5,4 бали[58]; у результаті сходження лавини, яка накрила готель, загинуло близько 30 людей[59].
  - У Малі вченено теракт — терорист-смертник, керуючи транспортним засобом, начиненим вибухівкою, в'їхав у військовий табір, вбивши 77 людей і поранивши щонайменше 115[60].
- 19 січня
  - Збройні сили Сенегалу почали вторгнення до Гамбії з метою встановлення влади обраного на виборах президента[en] Адама Берроу і повалення попереднього президента Ях'я Джамме[61].
- 20 січня
  - Бронзову медаль в індивідуальній гонці на 20 км 6-го етапу Кубка світу в Антгольці (Італія) завоював український біатлоніст Сергій Семенов з Чернігова[62].
  - Інавгурація 45-го Президента США Дональда Трампа[63]. Урочистості супроводжувалися масовими акціями протесту[64].
- 21 січня
  - Володимир Жемчугов удостоєний звання Герой України[65].
  - У Вашингтоні та інших містах США сотні тисяч жінок вийшли на акції під назвою «Марш жінок» проти гендерної політики Президента США Дольда Трампа[66].
- 22 січня
  - Після поразки на президентських виборах та загрози військового втручання, колишній президент Гамбії Ях'я Джамме залишив країну[67].
  - Новий Президент Болгарії соціаліст Румен Радев пройшов процес інавгурації на площі Святого Олександра Невського в Софії[68].
- 23 січня
  - Президент США Дональд Трамп підписав указ про вихід США з Транстихоокеанського партнерства[69].
- 25 січня
  - Бронзову медаль в індивідуальній гонці завоювала українська біатлоністка Анастасія Меркушина на чемпіонаті Європи, що проходить в Душники-Здруй (Польща)[70].
  - Суд Європейського Союзу визнав постачання військової техніки російським концерном «Алмаз-Антей» сепаратистам на сході України[71].
  - У Державному комітеті телебачення і радіомовлення України визначені видання, подані Комітет з присудження щорічної премії Президента України «Українська книжка року» для присудження премії за 2016 рік[72].
  - Китайська інвестиційна група стала власником першого футбольного клубу в Україні — команди Першого дивізіону чемпіонату України ПФК «Суми»[73].
- 27 січня
  - Золоту медаль на чемпіонаті Європи, що проходить в польському місті Душники-Здруй виграла Українська біатлоністка Юлія Джима[74].
  - У виставковому центрі G2A Arena у польському селі Ясьонка під Ряшевом відбувся дводенний X Форум Європа-Україна, під гаслом «Можливості, яких не можна втратити»[75][76].
- 28 січня
  - Срібну медаль у гонці-переслідування виграла українська біатлоністка Юлія Джима на чемпіонаті Європи, що проходить в Душники-Здруй (Польща)[77].
  - Бронзову медаль виграв український біатлоніст Антон Дудченко на юніорському чемпіонаті світу у словенській Поклюці у спринтерській гонці[78].
  - Колишній соліст ВІА «Вераси» Олександр Тіхановіч помер на 65-му році життя[79].
  - На Відкритому чемпіонаті Австралії з тенісу Серена Вільямс стала перможницею турніру серед жінок, здобувши свою 23-ю перемогу на турнірах Великого шолому[80], а 14-річна українка Марта Костюк виграла одиночний титул юніорського тенісного турніру[81].
- 29 січня
  - У Володимирському соборі було проведено молебень, а на Лук'янівському цвинтарі в Києві відбулось прощання та перепоховання видатного українського письменника Олександра Олеся та його дружини, де започатковано «Алею почесних перепоховань»[82][83].
  - На Відкритому чемпіонаті Австралії з тенісу Роджер Федерер став переможцем турніру серед чоловіків, здобувши свою 18-ту перемогу на турнірах Великого шолому[84].
  - Бронзову медаль завоювали українські біатлоністи Анастасія Меркушина, Юлія Джима, Олександр Жирний та Руслан Ткаленко у змішаній естафеті на чемпіонаті Європи, що завершився в Душники-Здруй (Польща)[85].
- 30 січня
  - Француженка Іріс Міттенар виграла конкурс «Міс Всесвіт»[86].
  - Українські спортсмени в перший день 28-ї Всесвітньої зимової Універсіади виграли одразу дві медалі в паралельному гігантському слаломі: срібну медаль Аннамарі Данча та бронзову — Олександр Бєлінський[87].
  - Відбулася 22-га церемонія вручення Премії «Люм'єр». Французький Фільм Вона здобув три нагороди, в тому числі як найкращий фільм[88].
- 31 січня
  - У результаті масованих обстрілів з боку т.з. ДНР м. Авдіївка залишилося без води і світла, є загиблі серед мирного населення та військових. У місті оголошено надзвичайний стан, Президент України Петро Порошенко перервав свій візит до Німеччини[89].